# Österreich-Rundfahrt 2010
Die 62. Österreich-Rundfahrt war ein Radrennen, das vom 4. bis 11. Juli 2010 stattfand. Das 1144,3 Kilometer lange Etappenrennen gehörte zur UCI Europe Tour 2010 und wurde dort in die höchste Kategorie 2. Hors Catégorie eingestuft. Die Tour führte durch acht der neun Bundesländer, lediglich Oberösterreich wurde von ihr nicht durchfahren.

## Etappenübersicht
Der Etappenplan wurde Mitte Mai festgelegt und am 7. Juni 2010 präsentiert.
|    | Datum          | Start–Ziel                             | Distanz | Etappensieger              | Gelbes Trikot        |
| -- | -------------- | -------------------------------------- | ------- | -------------------------- | -------------------- |
| 1. | 04. Juli 2009  | Dornbirn–Bludenz                       | 157,9   | André Greipel (THR)        | André Greipel (THR)  |
| 2. | 05. Juli .2010 | Landeck–Kitzbüheler Horn (Bergankunft) | 173,9   | Riccardo Riccò (FLM)       | Riccardo Riccò (FLM) |
| 3. | 06. Juli .2010 | Kitzbühel–Lienz                        | 134,5   | Leonardo Bertagnolli (AND) | Riccardo Riccò (FLM) |
| 4. | 07. Juli .2010 | Lienz–Kaiser-Franz-Josefs-Höhe         | 146,2   | Riccardo Riccò (FLM)       | Riccardo Riccò (FLM) |
| 5. | 08. Juli .2010 | Bleiburg–Deutschlandsberg              | 150,3   | Nick Nuyens (RAB)          | Riccardo Riccò (FLM) |
| 6. | 09. Juli .2010 | Deutschlandsberg–Laxenburg             | 231,8   | André Greipel (THR)        | Riccardo Riccò (FLM) |
| 7. | 10. Juli .2010 | Podersdorf–Illmitz–Podersdorf (EZF)    | 026,9   | Joost Posthuma (RAB)       | Riccardo Riccò (FLM) |
| 8. | 11. Juli .2010 | Podersdorf–Wien, Burgtheater           | 122,8   | Graeme Brown (RAB)         | Riccardo Riccò (FLM) |